# Mdloti River
Der Mdloti River (auch: uMdloti River) ist ein südafrikanisches Gewässer in der Provinz KwaZulu-Natal.

## Verlauf
Der Fluss durchfließt sein weitgehend von Bergland geprägtes Einzugsgebiet stark mäandrierend und mündet bei Verulam sowie südlich des King Shaka International Airport in den Indischen Ozean.
Der Mündungsbereich wird La Mercy Lagoon genannt. Das Ästuar ist durch eine Sandbank vom Indischen Ozean getrennt, die für das salzige Meerwasser eine natürliche Barriere bildet. Die wasserwirtschaftliche Nutzung liegt im Bereich von Umgeni Water (UW).

## Hydrologie
Die Abflussmenge des Mdloti River wurde am Pegel Roodekrans, bei dem größten Teil des Einzugsgebietes, über die Jahre 1950 bis 1977 in m3/s gemessen.